# K5리그 전북
K5리그 전북(K5 League Jeonbuk)은 K5리그의 전북 권역 대회이다. 권역 최하위는 K6리그 전북으로 강등되며 우승팀은 K5리그 챔피언십에 진출한다.

## 역사
2015년 12월 대한축구협회는 새로운 아마추어리그를 출범한다고 밝혔다.
2019년 디비전5리그로 창립할 계획이었으나 KFA는 통일성 및 연계성을 추구하고자, 2019년에 기존 디비전6리그와 디비전7리그가 각각 K6리그, K7리그로 개칭하여, 이에 맞추어 디비전5리그도 K5리그로 개칭하였다.

## 역대 우승팀
| 시즌 | 우승팀         | 준우승팀        |
| ---- | -------------- | --------------- |
| 2019 | 전주 파랑새 FC | 익산 FC         |
| 2020 | 피닉스 FC      | 청우 FC         |
| 2023 | 전주 OFC       | 고창군챌린지 FC |
| 2024 | 전주 OFC       | 파란새          |

## K5리그 챔피언십 성적
| 시즌 | 출전팀         | 결과          |
| ---- | -------------- | ------------- |
| 2019 | 전주 파랑새 FC | 조별리그      |
| 2020 | 피닉스 FC      | 10강 토너먼트 |
| 2023 | 전주 OFC       | 8강 토너먼트  |
| 2024 | 전주 OFC       | 8강 토너먼트  |